# Guanaco Muerto
Guanaco Muerto es una localidad argentina ubicada en el departamento Cruz del Eje, Provincia de Córdoba. Se encuentra 3 km al norte del río Cruz del Eje, casi sobre el final del mismo, donde se pierde en un delta interior.
Cuenta con un centro de salud y 2 escuelas, una de ellas data de 1910, cuando el poblado era un próspero paraje dedicado al cultivo de garbanzo. Un conjunto de 8 acequias discurren con el agua del río cruz del eje por la zona de Guanaco Muerto, irrigando un total de 9 mil hectáreas en las que se produce fundamentalmente garbanzo, papa, arveja y zapallo.
En el lugar se desarrolla el Festival Provincial del Algarrobo, al cual asisten hasta 10 mil personas.

## Población
Cuenta con 404 habitantes (Indec, 2022), lo que representa un incremento del 21% frente a los 320 habitantes (Indec, 2010) del censo anterior.
| Gráfica de evolución demográfica de Guanaco Muerto entre 2001 y 2022 |
|                                                                      |
| Fuente: Censos nacionales del INDEC                                  |

## Sismicidad
La sismicidad de la región de Córdoba es frecuente y de intensidad baja, y un silencio sísmico de terremotos medios a graves cada 30 años en áreas aleatorias. Sus últimas expresiones se produjeron:
- 22 de septiembre de 1908 (116 años), a las 17.00 UTC-3, con 6,5 Richter, escala de Mercalli VII; ubicación 30°30′0″S 64°30′0″O / -30.50000, -64.50000; profundidad: 100 km; produjo daños en Deán Funes, Cruz del Eje y Soto, provincia de Córdoba, y en el sur de las provincias de Santiago del Estero, La Rioja y Catamarca[6]

- 16 de enero de 1947 (78 años), a las 2.37 UTC-3, con una magnitud aproximadamente de 5,5 en la escala de Richter (terremoto de Córdoba de 1947)[5]

- 28 de marzo de 1955 (70 años), a las 6.20 UTC-3 con 6,9 Richter: además de la gravedad física del fenómeno se unió el desconocimiento absoluto de la población a estos eventos recurrentes (terremoto de Villa Giardino de 1955)

- 7 de septiembre de 2004 (20 años), a las 8.53 UTC-3 con 4,1 Richter

- 25 de diciembre de 2009 (15 años), a las 21.42 UTC-3 con 4,0 Richter